# Мандельштам, Юрий Владимирович
Ю́рий Влади́мирович Мандельшта́м (25 сентября [8 октября] 1908, Москва — 18 октября 1943, Явожно, филиал концлагеря Освенцим) — русский поэт и литературный критик «первой волны» эмиграции, участник ряда литературных объединений Парижа.

## Биография
Родился в Москве, в семье служащего Южно-Русского промышленного банка (с 1909 года заведующего инспекторским отделом и секретаря правления Соединённого банка, кандидата в директора общества «Богатырь»), потомственного почётного гражданина Владимира Арнольдовича (Вильгельма, Вольдемара Ароновича) Мандельштама (8 февраля 1867, Могилёв — 31 августа 1960, Париж), по образованию провизора. Мать, потомственная почётная гражданка София Давидовна Мандельштам (в девичестве Штильман, 21 января 1883—?), была уроженкой Киева, где родители и заключили брак 2 сентября 1903 года. Дед со стороны отца, Арон Файвилевич (Арнольд Файвишевич) Мандельштам (1831, Новые Жагоры —?) — учёный еврей при канцелярии Могилёвского губернатора, был директором могилёвского Общества взаимного кредита; бабушка — Сора Вульфовна Горинштейн. Дед со стороны матери — киевский первой гильдии купеческий сын Давид Хаимович (Дувид Хаим-Мейлихович) Штильман (в быту Григорий Ефимович; 1849, Житомир — 29 августа 1905, Висбаден), биржевой маклер; бабушка — Эстер (Эсфирь) Пинхасовна Гиберман (1851 — 20 января 1919, Киев), повивальная бабка. 
В Москву семья переехала не ранее 1905 года, жила в доме Летошневой на Мясницкой улице, № 45, затем в Трубниковском переулке, № 11.
Эмигрировал с родителями в 1920 году (в эмиграции отец работал бухгалтером и кассиром). Окончил русскую школу в Париже и филологический факультет Сорбонны (1929).
В «Русской парижской средней школе» преподавал литературу известный сменовеховец, филолог Сергей Сергеевич Лукьянов. Юрий Мандельштам посвятил ему, как своему любимому учителю, «Поэму о русской поэзии», написанную в школьные годы.
Входил в поэтические объединения «Круг» и «Перекрёсток», активно выступал в парижской периодической печати со стихами и литературно-критическим статьями (в том числе и на французском языке). С 1939 года после смерти В. Ходасевича вёл критический отдел в газете «Возрождение».
В 1935 году принял православие и в том же году женился на дочери композитора И. Ф. Стравинского Людмиле Игоревне Стравинской (в замужестве Мандельштам, 1908—1938). Людмила Мандельштам умерла от скоротечной чахотки 30 ноября 1938 года. Оставшись сиротой после депортации отца (1942), их дочь Екатерина (Китти) Мандельштам (1937—2002) воспитывалась в семье дяди — Фёдора Игоревича Стравинского в Женеве.
Жил в Париже на улице Шардон-Лагаш, на первом этаже восьмиэтажного дома. 9 марта 1942 года полицейские пришли к нему домой, но он находился в гостях у друга, поэта Игоря Воинова, жившего двумя этажами выше. Полицейские оставили записку с требованием явиться в гестапо. Утром 10 марта 1942 года он пришёл в комендатуру и был арестован как еврей. 20 марта доставлен в концлагерь Дранси, до этого, по всей видимости, находился в гестапо. 9 марта 1943 года переправлен в лагерь Бон-ла-Роланд, 12 (или 24) июля возвращён в Дранси. 31 июля 1943 года переведён в Освенцим в эшелоне № 58, который прибыл в Польшу 2 августа; 727 человек отправили в газовую камеру, 218 мужчин и 55 женщин попали в лагерь. Юрий Мандельштам попал в филиал Освенцима в Явожно, где погиб 15 октября (по другим данным — 18 октября) при неизвестных обстоятельствах. Дата смерти 15 октября взята с надписи на памятнике погибшим. 27 января 1945 года лагерь в Явожно был освобождён советскими войсками.
На кладбище Сент-Женевьев-де-Буа находится кенотаф Ю. В. Мандельштама.

## Семья
Сестра — поэтесса Татьяна Штильман (урождённая Мандельштам, в браке Мандельштам-Гатинская; 23 сентября 1904, Киев — 1984, Париж), член правления (и некоторое время секретарь) парижского Союза молодых поэтов и писателей (с 1931 года — Объединение поэтов и писателей).  Писала под псевдонимом Штильман, это была девичья фамилия матери. Публиковалась в сборниках «Перекрёсток», в «Сборниках стихов» Союза молодых поэтов и писателей, в выборгском «Журнале Содружества»; одно стихотворение вошло в антологию «Якорь» (1936).
Мать приходилась племянницей экономисту В. П. Воронцову и врачу П. И. Гиберман, а пасынком её двоюродной сестры был один из пионеров космонавтики Ю. В. Кондратюк (Шаргей). Двоюродный брат матери — юрист-криминалист Г. Н. Штильман.

## Сочинения
При жизни опубликовал сборник критических статей «Искатели» (Шанхай, 1938) и сборники стихов «Остров» (1930), «Верность» (1932), «Третий час» (1935). Посмертно был опубликован сборник «Годы» (1950), составленный ещё им самим.
Полное собрание стихотворений опубликовано в 1990 году в Гааге.
Поэзия Мандельштама сродни стихам В. Ходасевича. Принадлежал к «парижской ноте», продолжает классические традиции акмеизма.
- Остров. — Париж, 1930.
- Верность. — Париж, 1932.
- Третий час. — Берлин, 1935.
- Искатели. Статьи. — Shanghai, 1938.
- Годы. — Париж, 1950.
- Собрание стихотворений. — Гаага, 1990.

В январе 2023 года его стихотворение «Я позабыл, который час, который год...» вошло в музыкальный альбом «После России», посвящённый поэтам «незамеченного поколения» первой волны российской эмиграции, в исполнении Наума Блика.